# 차이나 오픈 (테니스)
차이나 오픈(China Open)은 중국 베이징에서 열리는 프로 테니스 대회이다. 과거에는 베이징 살렘 오픈(Beijing Salem Open)이라 불렸다. 1993년 처음 개최된 이 대회는 1998년에 중단되었다가, 2004년부터 다시 열리기 시작했다. 2005년부터는 ATP 투어와 WTA 투어 통합 대회로 개최되기 시작했다.
차이나 오픈은 1993년 ATP가 아시아 지역에서 일련의 새로운 대회를 창설하면서 카타르 오픈 및 두바이 테니스 챔피언십과 같은 해에 시작되었다.
2006년부터는 미국 외 지역 대회로는 최초로 호크 아이 시스템을 도입했다.
마이클 창은 이 대회 단식에서 두 번 이상 우승한 유일한 선수이다. 그는 1993년부터 95년까지 3년 연속으로 우승하여 이 대회 최다 우승 및 최다 연속 우승 기록을 보유하고 있다.

## 역대 결승

### 남자 단식
| 연도      | 우승                | 준우승            | 스코어              |
| --------- | ------------------- | ----------------- | ------------------- |
| 2008      | 앤디 로딕           | 두디 셀라         | 6–4, 6–7(6), 6–3    |
| 2007      | 페르난도 곤살레스   | 토미 로브레도     | 6–1, 3–6, 6–1       |
| 2006      | 마르코스 바그다티스 | 마리오 안치치     | 6–4, 6–0            |
| 2005      | 라파엘 나달         | 기예르모 코리아   | 5–7, 6–1, 6–2       |
| 2004      | 마라트 사핀         | 미하일 유즈니     | 7–6(4), 7–5         |
| 1998-2003 | 대회 미개최         | 대회 미개최       | 대회 미개최         |
| 1997      | 짐 쿠리어           | 망누스 구스타프손 | 7–6(10), 3–6, 6–3   |
| 1996      | 그레그 루세드스키   | 마르틴 담         | 7–6(5), 6–4         |
| 1995      | 마이클 창           | 렌초 푸를란       | 7–5, 6–3            |
| 1994      | 마이클 창           | 안데르스 예뤼드   | 7–5, 7–5            |
| 1993      | 마이클 창           | 그레그 루세드스키 | 7–6(5), 6–7(6), 6–4 |

#### 2006년
결승에서 3번 시드의 마르코스 바그다티스가 4번 시드의 마리오 안치치를 누르고 우승했다. 톱 시드였던 이반 류비치치와 2번 시드였던 니콜라이 다비덴코는 두 선수 모두 2회전에서 탈락했다. 2명의 선수가 기권했는데, 이보 카를로비치가 왼쪽 무릎 부상으로, 그리고 니콜라이 다비덴코가 바이러스 감염 증세로 기권했다.

#### 2005년
톱 시드의 라파엘 나달이 2번 시드였던 기예르모 코리아를 결승에서 꺾고 우승했다.

#### 2004년
5번 시드였던 마라트 사핀이 시드가 없었던 미하일 유즈니를 꺾고 우승했다. 미하일 유즈니는 결승에 진출할 때까지 4번 시드의 라이너 쉬틀러, 8번 시드의 도미니크 흐르바티, 그리고 6번 시드의 파라돈 시차판을 차례로 꺾었다. 한편 톱 시드였던 카를로스 모야는 1회전에서 예선을 통해 올라온 조 윌프리드 총가에게 패하여 탈락했다.

#### 1997년
톱 시드의 짐 쿠리어가 망누스 구스타프손을 꺾고 우승했다. 2번 시드였던 마크 우드퍼드는 1회전에서 케네트 카를센에게 한 세트도 따지 못하면서 패했고, 8번 시드였던 리치 레너버그 또한 1회전에서 얀 크로슐라크에게 패했다.

#### 1996년
시드를 배정받지 않은 그레그 루세드스키가 역시 시드가 없었던 마르틴 담을 꺾고 우승했다. 결승에 올라갈 때까지 루세드스키는 안드레이 올홉스키, 장필리프 플뢰리앙, 구스타부 쿠에르텐, 그리고 4번 시드였던 브라이언 블랙을 차례로 꺾었다. 댐은 결승 진출까지 1회전부터 톱 시드의 마이클 창, 스콧 드레이퍼, 그리고 토마스 요한손을 차례로 눌렀다.

#### 1995년
톱 시드였던 마이클 창이 2번 시드의 렌초 푸를란에게 승리를 거두며 우승했다. 이 해 대회에서 거의 유일했던 이변은 시드가 없었던 딕 노르만이 7번 시드의 마이클 테버트를 꺾은 것이다. 이로써 마이클 창은 이 대회 3년 연속 우승의 위업을 달성했다.

#### 1994년
톱 시드의 마이클 창이 시드가 없었던 안데르스 예뤼드를 누르고 우승했다. 예뤼드는 2회전에서 2번 시드의 데이비드 휘튼을 꺾기도 했다.

#### 1993년
제1회 대회에서 마이클 창이 그레그 루세드스키를 꺾고 우승했다. 톱 시드였던 마이클 창은 시드가 없었던 루세드스키에게 7-6(5) 6-7(6) 6-1로 승리를 거뒀다. 루세드스키는 결승까지 8번 시드의 제이미 모건, 2번 시드의 망누스 구스타프손, 그리고 4번 시드의 브래드 길버트를 차례로 꺾고 올라왔다.

### 남자 복식
| 연도      | 우승                              | 준우승                               | 스코어         |
| --------- | --------------------------------- | ------------------------------------ | -------------- |
| 2008      | 스티븐 허스 로스 허친스           | 애슐리 피셔 보비 레널즈              | 7–5 , 6–4      |
| 2007      | 릭 더 푸스트 애슐리 피셔          | 크리스 해거드 루옌쉰                 | 6–7, 6–0, 10–6 |
| 2006      | 마헤시 부파티 마리오 안치치       | 미하엘 베러 케네트 카를센            | 6–4, 6–3       |
| 2005      | 저스틴 기멀스토브 네이선 힐리     | 드미트리 투르수노프 미하일 유즈니    | 4–6, 6–3, 6–2  |
| 2004      | 저스틴 기멀스토브 그레이던 올리버 | 알렉스 보고몰로브 주니어 테일러 덴트 | 4–6, 6–4, 7–6  |
| 1998-2003 | 대회 미개최                       | 대회 미개최                          | 대회 미개최    |
| 1997      | 마헤시 부파티 리앤더 페이스       | 짐 쿠리어 알렉스 오브라이언          | 7–5, 7–6       |
| 1996      | 마르틴 담 안드레이 올로프스키     | 파트리크 퀴넨 게리 뮬러              | 6–4, 7–5       |
| 1995      | 토미 호 세바스티앵 라로           | 딕 노르만 페르논 비비르              | 7–6, 7–6       |
| 1994      | 토미 호 켄트 키니어               | 데이비드 애덤스 안드레이 올로프스키  | 7–6, 6–3       |
| 1993      | 폴 애너콘 더 플락                 | 야코 엘팅 파울 하르하위스            | 7–6, 6–3       |

### 여자

#### 단식
| 장소   | 연도 | 우승                  | 준우승                | 스코어        |
| ------ | ---- | --------------------- | --------------------- | ------------- |
| 상하이 | 2000 | 메이건 쇼너시         | 이로다 툴랴가노바     | 7–6, 7–5      |
| 상하이 | 2001 | 모니카 셀레스         | 니콜 프랫             | 6–2, 6–3      |
| 상하이 | 2002 | 아나 스마슈노바       | 안나 쿠르니코바       | 6–2, 6–3      |
| 상하이 | 2003 | 옐레나 데멘티예바     | 찬다 루빈             | 6–3, 7–6      |
| 베이징 | 2004 | 세레나 윌리엄스       | 스베틀라나 쿠즈네초바 | 4–6, 7–5, 6–4 |
| 베이징 | 2005 | 마리아 키릴렌코       | 아나레나 그뢰네펠트   | 6–3, 6–4      |
| 베이징 | 2006 | 스베틀라나 쿠즈네초바 | 아멜리 모레스모       | 6–4, 6–0      |
| 베이징 | 2007 | 아그네시 사버이       | 옐레나 얀코비치       | 6–7, 7–5, 6–2 |
| 베이징 | 2008 | 옐레나 얀코비치       | 스베틀라나 쿠즈네초바 | 6–3, 6–2      |

#### 2008년
톱 시드의 옐레나 얀코비치가 4번 시드의 스베틀라나 쿠즈네초바를 꺾고 우승하였다. 얀코비치는 다니엘라 한투호바와의 8강 경기에서 세트 포인트에 두 번 몰렸다가 역전하였고, 준결승에서는 베라 즈보나료바를 맞아 3세트 접전 끝에 승리하였다. 쿠즈네초바는 준결승에서 정제와 접전 끝에 두 세트를 내리 따내며 승리하였다.

#### 2007년
6번 시드의 아그네시 사버이가 톱 시드였던 옐레나 얀코비치를 누르고 우승했다. 결승 경기에서 1세트를 먼저 따낸 얀코비치는 2세트에서도 두 게임을 먼저 브레이크하고 두 번이나 마지막 서브 게임 기회를 가졌으나 연속으로 브레이크 당하면서 결국 3세트 끝에 사버이에게 우승컵을 내주었다. 사버이는 준결승에서 펑솨이를 이겼으며, 펑은 마르티나 힝기스와 아멜리 모레스모를 이기고 준결승에 올라왔었다.

#### 2006년
2번시드의 스베틀라나 쿠즈네초바가 톱 시드의 아멜리 모레스모를 이기고 우승했다. 쿠스네초바는 준결승에서 와일드카드로 출전한 펑솨이를 이겼으며, 펑은 마리야 키릴렌코와 스기야마 아이를 꺾고 준결승까지 올라왔었다.

#### 2005년
시드가 없었던 마리아 키릴렌코가 9번 시드의 아나레나 그뢰네펠트를 꺾고 우승했다. 그뢰네펠트는 2번 시드였던 린지 대븐포트가 이 해 대회 참가를 포기하면서 보결 선수로 출전하였었다. 톱 시드였던 마리아 샤라포바는 마리아 키릴렌코와의 준결승 도중 부상으로 기권하였다.

#### 2004년
톱 시드였던 세레나 윌리엄스가 2번 시드의 스베틀라나 쿠즈네초바를 꺾고 최초의 WTA 차이나 오픈 우승자가 되었다.(그 이전까지는 ATP 대회였음) 준결승에서 윌리엄스는 4번 시드의 베라 즈보나료바를 꺾었으며 쿠즈네초바는 3번 시드였던 마리아 샤라포바를 꺾고 올라왔다.

#### 복식
| 장소   | 연도 | 우승                                | 준우승                            | 스코어      |
| ------ | ---- | ----------------------------------- | --------------------------------- | ----------- |
| 상하이 | 2000 | 릴리아 오스털로 탬마린 타나수깐     | 리타 그란데 메이건 쇼너시         | 7–5, 6–1    |
| 상하이 | 2001 | 리즐 후버 렌카 네메치코바           | 에비 도미니코비치 탬마린 타나수깐 | 6–0, 7–5    |
| 상하이 | 2002 | 안나 쿠르니코바 재닛 리             | 후지와라 리카 스기야마 아이       | 7–5, 6–3    |
| 상하이 | 2003 | 에밀리 루아 니콜 프랫               | 스기야마 아이 탬마린 타나수깐     | 6–3, 6–3    |
| 베이징 | 2004 | 에마뉘엘 갈리아르디 디나라 사피나   | 히셀라 둘코 마리아 벤토카브치     | 6–4, 6–4    |
| 베이징 | 2005 | 누리아 야고스테라 마리아 벤토카브치 | 옌쯔 정제                         | 6–2, 6–4    |
| 베이징 | 2006 | 비르히니아 루아노 파올라 수아레스   | 안나 차크베타제 옐레나 베스니나   | 6–2, 6–4    |
| 베이징 | 2007 | 좡자룽 셰수웨이                     | 한신윈 쉬이판                     | 7–6(1), 6–3 |
| 베이징 | 2008 | 아나벨 메디나 카롤리네 보스니아스키 | 한신윈 쉬이판                     | 6–1, 6–3    |

## 같이 보기
- 중국의 테니스